# Татаринов Михайло Вікторович
Михайло Вікторович Татаринов (1918 — ?) — український радянський діяч, новатор виробництва, токар, майстер зміни Прилуцького заводу будівельних машин «Будмаш» Чернігівської області. Депутат Верховної Ради УРСР 3—4-го скликань.

## Життєпис
Працював токарем на заводах.
До 1947 року — у Червоній армії, учасник німецько-радянської війни.
З 1947 року — токар-швидкісник, з 1954 року — майстер зміни Прилуцького заводу будівельних машин «Будмаш» Чернігівської області.